# Fristads
Fristads AB är en tillverkare av arbetskläder för bygg & anläggning, industri och livsmedelsbranschen. 
Bolaget grundades 1925 i Fristad av John Magnuson och blev 1929 först i Sverige med att tillverka jeans. Sortimentet växte med hängslebyxor, midjebyxor, jackor och rockar som bars av hamnarbetare, murare, snickare, målare och andra hantverkare och yrkesarbetare. I slutet av 1900-talet var bolaget Sveriges största tillverkare av yrkeskläder.
Trots att Fristads växte till 525[när?] anställda med fabriker i Boråstrakten, Västergötland, Finland och Portugal fick släkten Magnuson allt svårare att behålla företaget och bolagets vd Bertil Magnuson, son till grundaren, berättade 1985 att hans barn de senaste åren fått låna pengar för att kunna betala förmögenhetsskatten. Detta medförde att släkten Magnuson den 23 augusti 1985 sålde bolaget till Hexagon. Bertil Magnuson ersattes som vd 1987 av Per-Olof Hygren.
År 1990 lade Munksjö ett bud på Hexagon och Fristads hamnade då i Munksjö-koncernen.
När Trelleborg AB 1991 köpte majoriteten av aktierna i Munksjö hamnade Fristads i Trelleborg-koncernen. Fristads placerades 1992 i Trelleborgs affärsområde Ahlsell innan Trelleborg 1993 sålde Munksjö. I februari 1994 erbjöds institutioner möjlighet att köpa samtliga aktier i Fristads, vilket även ledde till att Fristads våren 1994 börsnoterades på O-listan. Sommaren 1995 lade danska Kansas, med bas i Odense, ett bud på Fristads, vilket ledde till att Fristads avnoterades.
År 1995 slogs Fristads och Kansas Workwear samman under namnet Kansas Workwear. Efter ytterligare sammanslagningar bytte bolaget 1999 namn till Kansas Wenaas Group. År 2003 följde namnbyte till Kwintet. Detta bolag ägdes i sin tur av Axcel men förvärvades 2005 av IK Investment Partners. År 2015 sålde IK Investment Partners Kwintet till ett dansk investerarkonsortium lett av Michael Hauge Sørensen och Christian Dyvig. Koncernen bytte samma år namn till Fristads Kansas Group. Wenaas köptes 2015 av The Cotton Group och flyttade tillbaka till Måndalen i Norge.
Mellan 2012 och 2017 var Fristads och danska Kansas enade under gemensamma varumärket Fristads Kansas, men sedan skedde en uppdelning så att Fristads användes i Sverige och Kansas i Danmark.
Fristads Kansas AB sålde 2020 sina dotterbolag Fristads AB, Kansas A/S, Kansas GmbH och Leijona Group Oy till Hultafors Group AB, i sin tur ägt av Investment AB Latour.